# 제바스티안 우르첸도프스키
제바스티안 우르첸도프스키(독일어: Sebastian Urzendowsky, 1985년 5월 28일~)는 독일의 배우이다.

## 출연 작품

### 영화
- 제시카 포에버 (2018년) - 마이클 역
- 다하임 (2015년)
- 허 썬 (2015년)
- 랜드 오브 스톰스 (2014년)
- 안녕, 첫사랑 (2011년) - 설리반 역
- 웨이 백 (2010년)
- 베를린 36 (2009년)
- 더 데이 윌 컴 (2009년)
- 베를린의 여인 (2008년)
- 카운터페이터 (2007년)
- 핑퐁 (2006년)
- Schwesterherz (2006년)
- 희미한 불빛 (2003년)
- 차일드 아이 네어 워즈 (2002년)